# Tuzla (Costanza)
Tuzla è un comune della Romania di 6 571 abitanti, ubicato nel distretto di Costanza, nella regione storica della Dobrugia.